# Пирро, Жан
Жан Пирро (фр. Jean Pirro; 24 декабря 1813, Вуствиллер, Лотарингия — 3 февраля 1886, Сен-Дизье) — французский лингвист, создатель искусственного языка универсалглот.
Преподавал немецкий язык и музыку в Сен-Дизье; среди его учеников был и его сын Андре Пирро, в дальнейшем органист и музыковед. В 1868 г. опубликовал по-французски и по-немецки наиболее ранние проекты искусственного языка, построенного на заимствовании лексики и конструкций из различных живых языков. Работа Пирро прошла незамеченной, однако в дальнейшем её высоко оценил выдающийся лингвист Отто Есперсен.